# 아버지와 이토씨
《아버지와 이토씨》(일본어: お父さんと伊藤さん)는 2016년 공개된 일본의 영화이다. 감독은 타나다 유키가 각본은 쿠로사와 히사코가 썼다.

## 출연진
- 우에노 주리: 아야 역
- 릴리 프랭키: 이토 역
- 후지 타츠야: 아야 아버지 역
- 하세가와 토모하루: 키요시 역
- 안도 세이: 리리코 역
- 와타나베 에리: 사에코 역